# Brînzenii Vechi, Telenești
Brînzenii Vechi este un sat din cadrul comunei Brînzenii Noi din raionul Telenești, Republica Moldova. Este amplasat pe cursul râului Răut între Căzănești și Ordășei, peste râu de Brînzenii Noi.

## Istorie
Prima localitate menționată la gura de vărsare a pârâului Iligacea apare într-un hrisov data cu anul 1535, cu denumirea Fântâna Rece:
„Din mila lui Dumnezeu, noi Petru voievod, domn al Țării Moldovei. Facem cunoscut cu această carte a noastră tuturor celor ce o vor vedea sau o vor auzi citindu-se, că au venit înaintea noastră și înaintea boierilor noștri moldoveni, Anușca și Marușca și Anca, fiicele Marfei, nepoatele lui Ion Stângaciu, de bunăvoia lor, nesilite de nimeni, nici asuprite și au vândut dreptele lor ocine și vislujenii ale unchiului lor Ion Stângaciu, din privilegiul de danie ce a avut Ion Stângaciu dela fratele domniei mele, dela Bogdan voievod, două seliște, una pe Răut, pe această parte a Răutului, mai jos de Vadul de Piatră, la gura pârâului Iligaciei, la Fântâna Rece, iar cealaltă seliște pe pârâul Iligaciilor, la Fântânele Tătărești, mai sus de Hrinea, credinciosului nostru pan Toader mare logofăt, pentru 50 de zloți tătărești.

...

Iar pentru mai mare putere și întărire a tuturor celor mai sus scrise, am poruncit să se scrie și să atârne pecetea noastră la această carte a noastră.

A scris Dumitru Popovici la Vaslui, în anul 7043 <1535> luna Martie 9.”

## Personalități
- Pavel Parasca⁠(d) (n. 1939), istoric
- Vicu Bulmaga⁠(d) (n. 2003), fotbalist[necesită citare]

## Galerie de imagini
Biserica „Acoperământul Maicii Domnului”

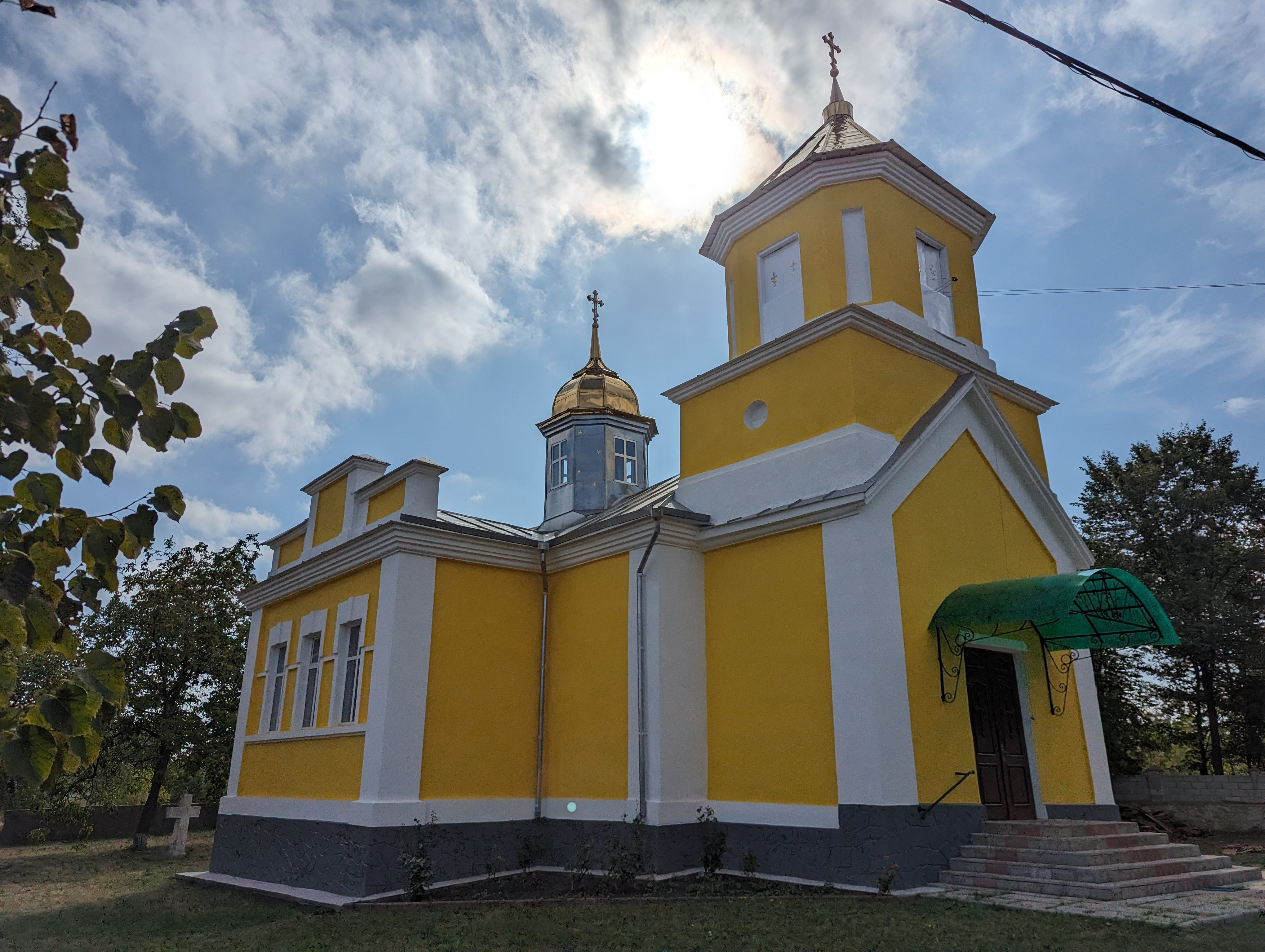
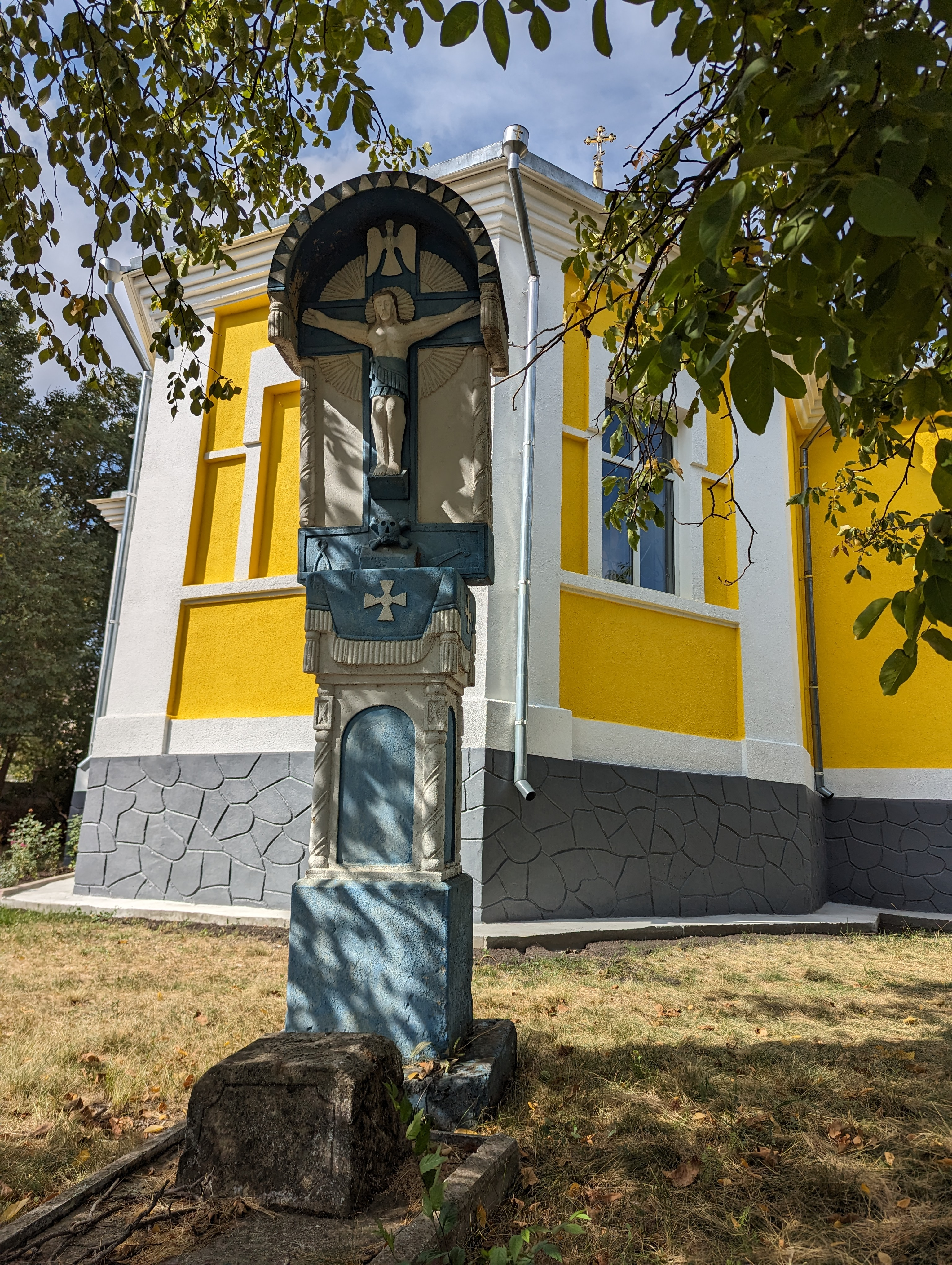
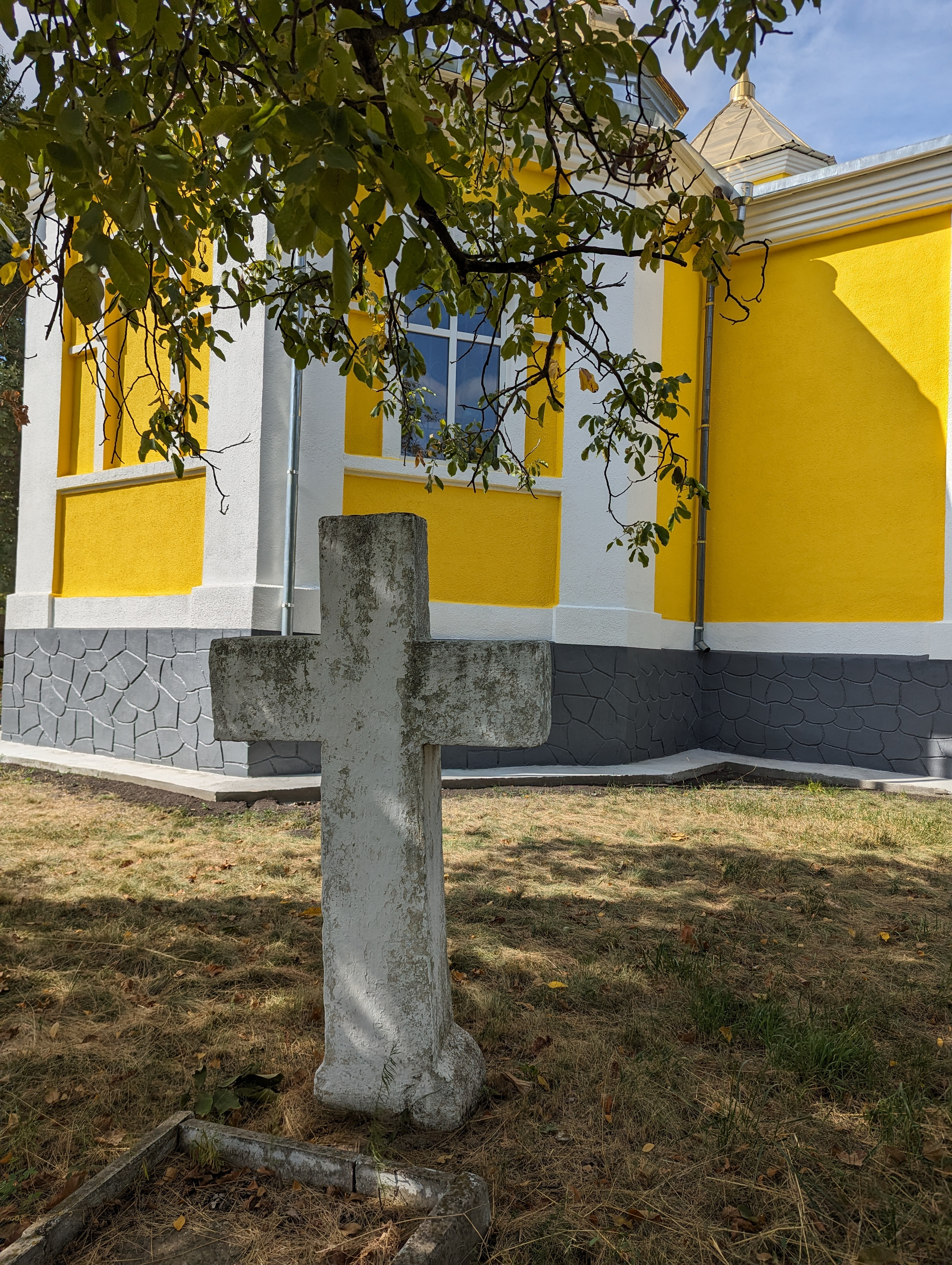
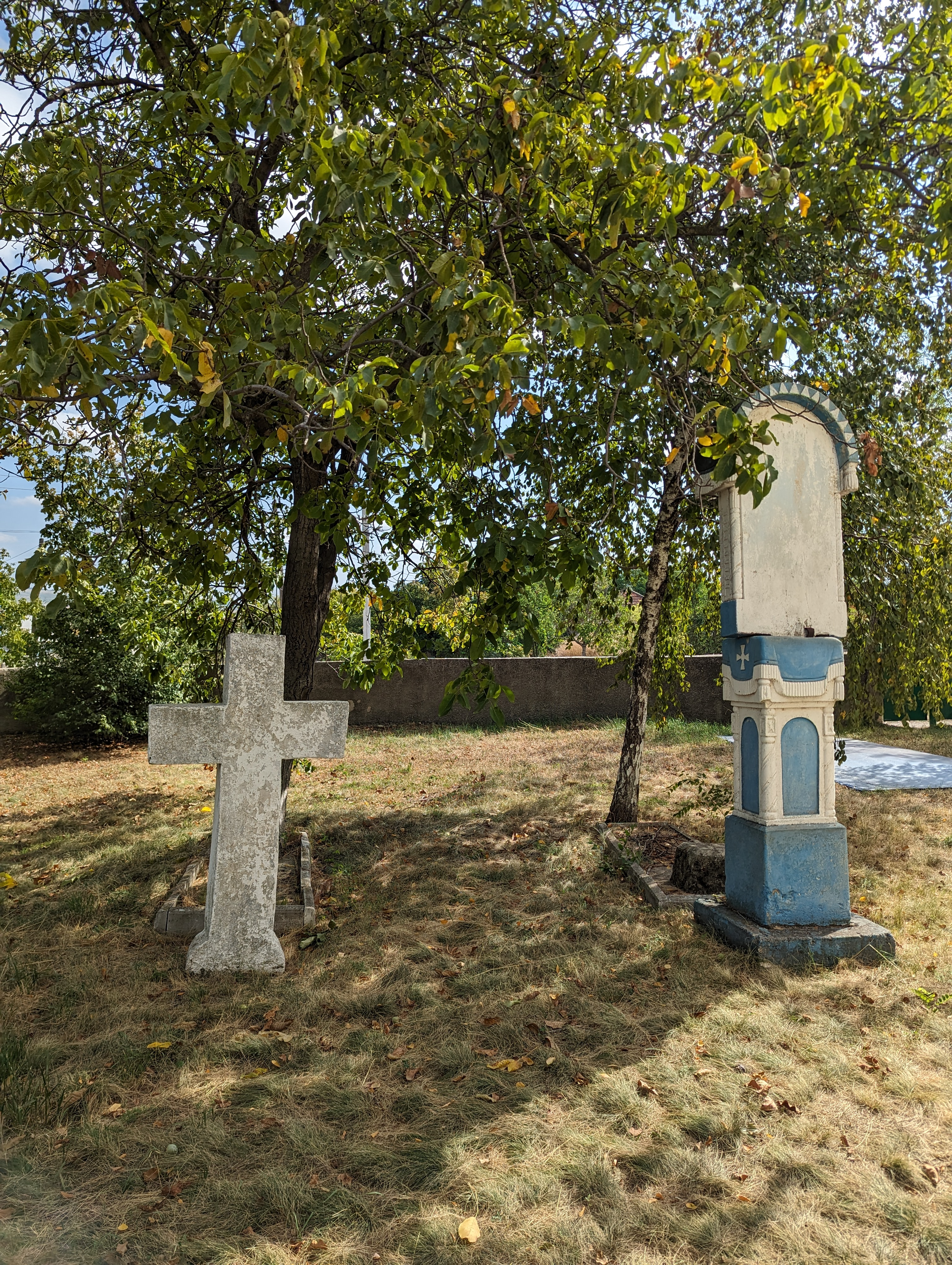

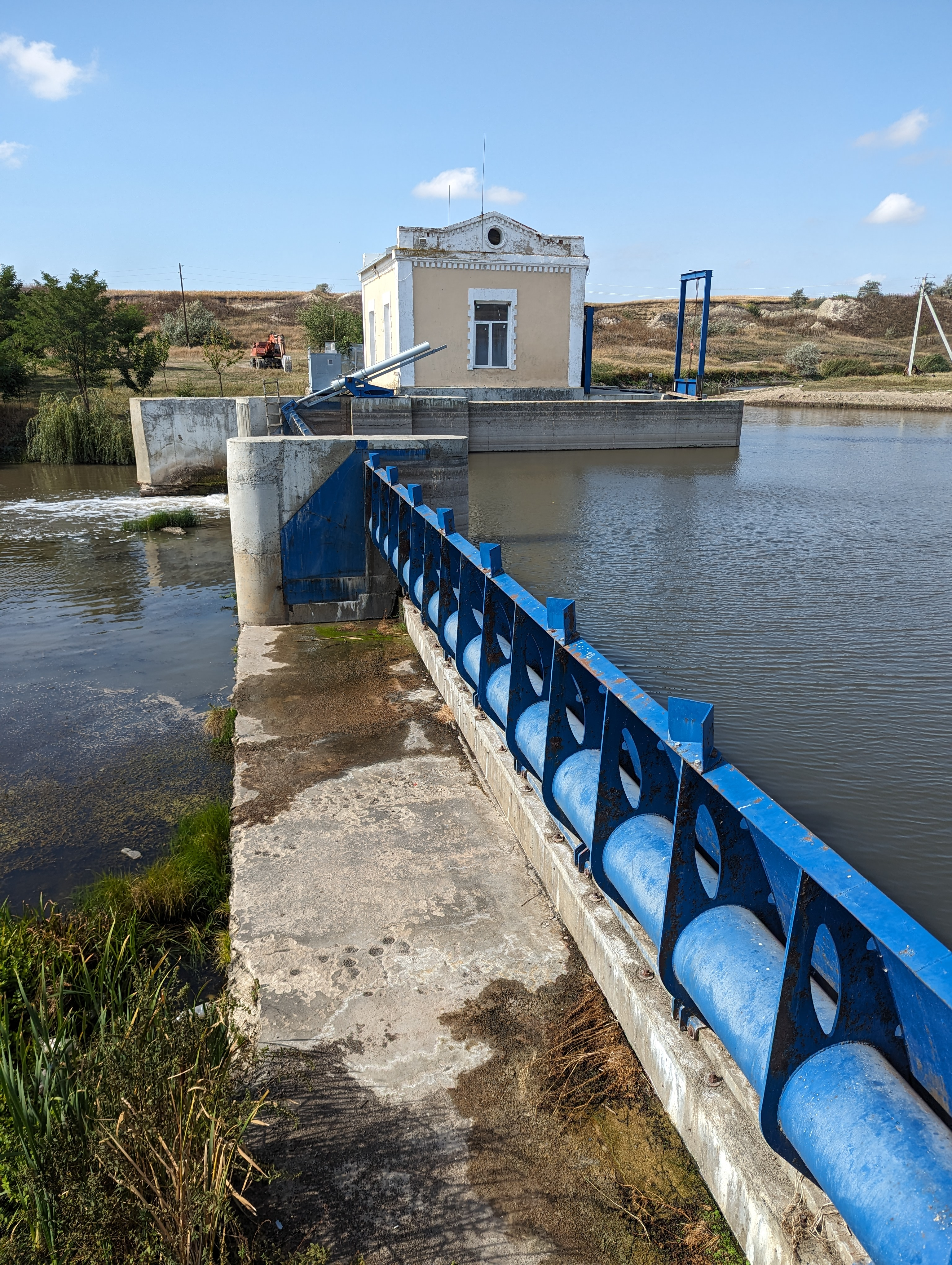

Stația electrică cu baraj